# 南帕萨迪纳 (佛罗里达州)
南帕萨迪纳（英語：South Pasadena），是美国佛罗里达州皮尼拉斯縣下属的一座城市。建立于1955年。面积约为3平方公里（约合1.2平方英里）。根据2010年美国人口普查，该市有人口4,964人。论人口在本州排行第216。